# Tomandl-Nunatak
Der Tormandl-Nunatak ist ein Nunatak im westantarktischen Marie-Byrd-Land. In den Ford Ranges ragt er 11 km östlich des Mount Stancliff an der Südflanke des Crevasse Valley Glacier auf.
Der United States Geological Survey kartierte ihn anhand eigener Vermessungen und Luftaufnahmen der United States Navy aus den Jahren von 1959 bis 1965. Das Advisory Committee on Antarctic Names benannte ihn im Jahr 1970 nach dem Flugzeugelektroniker Frank Tomandl Jr., der 1968 zur Überwinterungsmannschaft auf der McMurdo-Station gehört hatte.